# Angel Heart (mangá)
Angel Heart (エンジェルハート, Enjeru Hāto) é uma mangá de Tsukasa Hojo, em quinze volumes, cuja publicação começou em 2001. Angel Heart é a sequência do mangá City Hunter do mesmo autor. Embora as mesmas personagens sejam utilizadas (Ryo Saeba, Kaori Makimura, Saeko Nogami), é suposto a história passar-se em um universo alternativo ao de City Hunter.

## Enredo
O autor mencionou no primeiro volume tankōbon que Angel Heart só compartilha os mesmos personagens que o City Hunter, mas não é sua continuação. Portanto, os eventos ocorrem em um universo paralelo, uma jovem assassina de nome de código Glass Heart tenta suicidar-se, cansada de semear a morte e a tristeza. Ela falha em sua tentativa, mas fica ferida e o seu coração trespassado.
Ao mesmo tempo, Kaori Makimura, a companheira de Ryô Saeba é morta ao salvar uma criança de um carro. Na transferência do seu coração para um transplante, este é roubado.
O coração de Kaori é transplantado para Glass Heart. Estranhamente, o coração parece ter consigo as memórias de Kaori, especialmente os fortes sentimentos que tinha por Ryô.
Glass Heart fica em coma durante um ano até acordar, para tentar encontrar quem ocupa os seus pensamentos e assombra os seus sonhos, e ter uma vida como todas as mulheres da sua idade.

## Personagens principais
- Glass Heart
- Ryo Saeba
- Kaori Makimura
- Umibôzu
- Hideo Mochiyama
- Saeko Nogami
- Le Professeur
- Ryu Shinhon
- Lee Taijin
- Le Grand Chambellan Chin